# Pop! OS
Pop!_OS는 System76이 개발한 우분투 기반의 자유-오픈 소스 소프트웨어 리눅스 배포판이다. Pop!_OS는 우분투에 더해 AMD 및 Nvidia 그래픽카드, Wi-Fi, 블루투스 등 하드웨어 지원을 위한 독점 장치 드라이버, 그놈 셸에 타일링, 독 등을 통합한 COSMIC 데스크톱 환경, 파워 관리 프로필 등을 탑재해 별 다른 설정 없이 곧바로 게이밍 등 여러 작업에 활용할 수 있다.

## 기능
Pop!_OS는 기본적으로 자유-오픈 소스 소프트웨어를 주로 사용하지만, 그래픽카드, Wi-Fi, 블루투스 지원을 위한 하드웨어 드라이버, 미디어 코덱 지원 등을 위해서 몇몇 독점 소프트웨어를 미리 탑재하고 있다. 리브레 오피스, 파이어폭스 등 다양한 기본 소프트웨어에 더해, Pop!_Shop GUI 패키지 매니저를 통해 소프트웨어를 편하게 내려받을 수 있다.
여느 데비안 계열 OS와 같이 Pop!_OS는 APT를 패키지 관리자로 사용한다. 우분투 저장소와 Pop!_OS 자체 저장소 모두에서 소프트웨어 패키지를 내려받을 수 있다. Pop!_OS 자체 저장소를 이용한다면, Tensorflow를 비롯한 CUDA 지원 프로그램을 별다른 절차 없이 내려받아 설치할 수 있다.
Pop!_OS는 그놈 셸에 Pop!_OS 테마, 타일링 윈도우 매니저, 워크스페이스 매니저, 키보드 중심 워크플로우 등을 통합한 COSMIC(Computer Operating System Main Interface Components) 데스크톱 환경이 적용되어 있다. 장기적으로는, 그놈 셸 기반이 아닌 System76이 개발하고 있는 Rust로 작성된 COSMIC과 유사한 새로운 데스크톱 환경을 사용할 예정이다.

## 릴리스 테이블
Pop!_OS는 우분투를 기반으로 만들어지는 만큼, 우분투와 신버전 출시 주기를 함께한다. 새로운 버전은 매년 4월과 10월, 6개월 주기로 출시되며, 장기 지원 버전(영어: Long Term Suppport)은 짝수년 4월에 출시된다.
| 버전                                                                     | 출시 날짜  | 지원 기간   | 기반             |
| ------------------------------------------------------------------------ | ---------- | ----------- | ---------------- |
| 17.10                                                                    | 2017-10-27 | n/a         | 우분투 17.10     |
| 18.04 LTS                                                                | 2018-04-30 | 2023-04     | 우분투 18.04 LTS |
| 18.10                                                                    | 2018-10-19 | 2019-07     | 우분투 18.10     |
| 19.04                                                                    | 2019-04-20 | 2020-01     | 우분투 19.04     |
| 19.10                                                                    | 2019-10-19 | 2020-07     | 우분투 19.10     |
| 20.04 LTS                                                                | 2020-04-30 | 2025-04     | 우분투 20.04 LTS |
| 20.10                                                                    | 2020-10-23 | 2021-07     | 우분투 20.10     |
| 21.04                                                                    | 2021-06-29 | 2022-01-22  | 우분투 21.04     |
| 21.10                                                                    | 2021-12-14 | 2022-07     | 우분투 21.10     |
| 22.04 LTS                                                                | 2022-04-25 | 최신 릴리스 | 우분투 22.04 LTS |
| 범례:오래된 버전오래된 버전, 지원 중최신 버전최신 미리보기 버전배포 예정 |            |             |                  |

## 같이 보기
- 우분투
- 그놈